# گوولدن گروو (کارولینای جنوبی)
گوولدن گروو(به انگلیسی: Golden Grove) شهری در ایالت کارولینای جنوبی کشور ایالات متحده آمریکا است که جمعیت آن در سرشماری سال ۲۰۱۰ میلادی، ۲٬۴۶۷ نفر بوده‌است.